# Маццано-Романо
Маццано-Романо (італ. Mazzano Romano) — муніципалітет в Італії, у регіоні Лаціо,  метрополійне місто Рим-Столиця.
Маццано-Романо розташоване на відстані близько 35 км на північ від Рима.
Населення — 3182 особи (2014).

Щорічний фестиваль відбувається 6 грудня. Покровитель — святий Миколай.

## Демографія
Населення за роками:

Станом на 1 січня 2023 року в муніципалітеті офіційно проживало 346 іноземців з 35 країн, серед них 241 громадянин країн Євросоюзу та 12 громадян України.

## Сусідні муніципалітети
- Кальката
- Кампаньяно-ді-Рома
- Кастель-Сант'Елія
- Фалерія
- Мальяно-Романо
- Непі